# Kawengen
Kawengen is een bestuurslaag in het regentschap Semarang van de provincie Midden-Java, Indonesië. Kawengen telt 5968 inwoners (volkstelling 2010).